# 神々の詩 (Ceuiの曲)
「神々の詩」（かみがみのうた）は、Ceuiの楽曲。Ceuiが作詞、小高光太郎が作曲を手掛けた。Ceuiの3枚目のシングルとして2008年11月26日にLantisから発売された。

## 概要
前作「mellow melody」から1年半ぶりのリリースとなる2008年唯一のシングル。表題曲「神々の詩」はオンラインゲーム「ラグナロクオンライン」6thアニバーサリーイメージソングとして使用された。
最高順位では30位に更新されており、11枚目のシングル「Stardust Melodia」がリリースされるまではこの状態が続いた。

## 収録曲
（全作詞：Ceui　作曲：小高光太郎・Ceui　編曲：小高光太郎）
1. 神々の詩 [3:54]
2. Prayer [3:54]
3. ティタニアの森 [4:42]
4. Prelude〜運命の欠片〜 [4:49]
5. 神々の詩 <instrumental>